# فرودگاه شهری فیلمور
فرودگاه شهری فیلمور (به انگلیسی: Fillmore Municipal Airport) یک فرودگاه همگانی بهره‌برداری هوایی با کد یاتا FIL است که یک باند فرود آسفالت دارد و طول باند آن ۱۵۳۶ متر است. این فرودگاه در کشور ایالات متحده آمریکا قرار دارد و در ارتفاع ۱۵۱۹ متری از سطح دریا واقع شده است.